# Dara Shukoh
Dara Shukoh   (Ajmer, 20 de març de 1615 - Delhi, 30 d'agost de 1659) fou un príncep mogol, el fill gran de l'emperador Xa Jahan i Mumtaz Mahall.

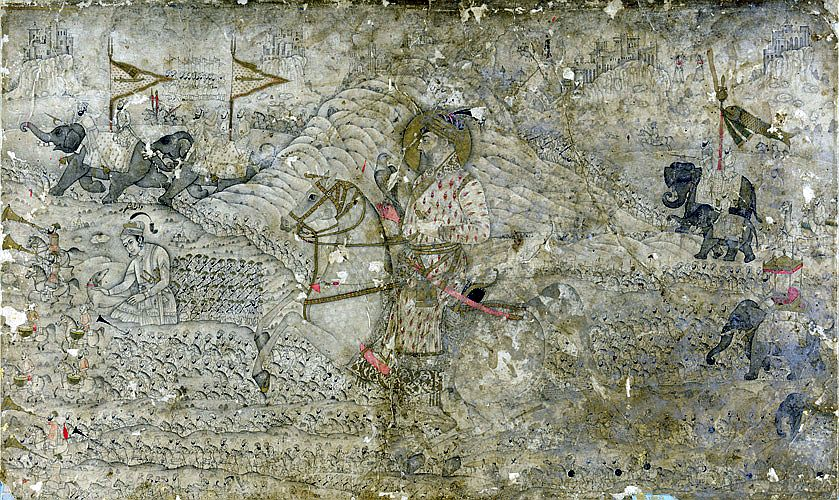
Manuscrit del amb representacions de Dara Shukoh i el seu pare Xa Jahan.

El 1633 va rebre el seu primer mansab (rang) i el djagir (feu) de Hisar Firuza, considerat el feu dels hereus presumptes. El mateix any va dirigir un exèrcit enviat a defendre Kandahar amenaçat pels perses. El 1642 va ser enviat altre cop a Kandahar amb un exèrcit per la mateixa causa; l'atac persa no es va produir. El 1645 va rebre el govern de la "suba" d'Ilahabad al que es va ajuntar el 1647 els govern de Lahore i el 1649 el de Gujarat; en aquestos governs hi va tenir delegats i ell va restar a la cort excepte algun temps que va passar a Lahore on va fer diverses construccions incloent algun mercat. El 1648 va arribar a mansab de 30000/20000 un rang molt alt (el mateix que tenia Xa Jahan quan va arribar al tron). El 1649 els perses van ocupar Kandahar i després que els mogols fracassessin dues vegades en l'intent de reconquerir-la, Dara fou enviat contra la ciutat el 1652 al front d'una tercera expedició; va conquerir els forts de Zamindawar però la ciutat va resistir i la campanya va fracassar el que va afectar el seu prestigi polític i militar.
A la tornada Xa Jahan el va associar estretament al govern; el 1657 li va donar el mansab de 60000/40000 i poc després l'emperador es va posar malalt (6 de setembre), i els fills menors de Xa Jahan, per por que el seu germà aprofités el moment per assolir el poder, van precipitar la guerra de successió. Shah Shudja es va proclamar emperador a Bengala i va avançar cap a Agra. Aurangzeb i Murad es van aliar i van fer el mateix; els dos al·legaven que Dara era un herètic (mulhid) i que la religió estava en perill per la seva associació a yogis i sanyasis hindús. Xa Jahan es va recuperar i va donar suport al seu fill Dara. El fill d'aquest, Sulayman Shikoh, va derrotar a Shah Shudja a Bahadurpur (14 de febrer de 1658), però Dara fou derrotat en la batalla de Samugarh prop d'Agra (8 de juny de 1658), i Aurangzeb va entrar a aquesta ciutat i va deposar el seu pare Xa Jahan.
Dara es va retirar a Delhi i després a Lahore; després es va dirigir a Multan i finalment cap a Thatta al Sind, des d'eon va entrar al Rann de Kuchch arribant a Khatiawar, en territori sota control de Shah Nawaz Khan, governador del Gujarat, que va posar el seu tresor al servei de Dara i el va ajudar a reclutar un nou exèrcit. Amb les forces reclutades va ocupar Surat i es va dirigir cap Ajmer; va intentar atreure al seu bàndol al maharaja rajput Jaswant Singh de Marwar, i va haver de presentar batalla a les forces d'Aurangzeb, sent derrotat decisivament a Deorai, prop d'Ajmer (23 de març de 1659). Va fugir altre cop cap al Sind i va demanar refugi al noble afganès, Malik Djiwan, al que en més d'una vegada havia salvat la vida, però aquest el va trair i el va fer presoner junt amb el fill Siphir Shukoh, entregant-lo a Aurangzeb (juny de 1659).
Dara fou portat a Delhi on fou executat el 10 de setembre de 1659, oficialment acusat d'heretgia. El seu fill Siphir Shukoh fou empresonat a Gwalior i el fill gran Sulayman Shukoh va morir poc temps després.
Va deixar escrites algunes obres de caràcter religiós i poesies.